# Erziehungswissenschaftliches Staatsexamen Bayern
Das Erziehungswissenschaftliche Staatsexamen (EWS) ist Teil des Staatsexamens für alle Lehrämter an öffentlichen Schulen in Bayern.

## EWS-Studium
Das Studium der Erziehungswissenschaften ist ein verpflichtender Teil des Lehramtsstudiums und läuft parallel zum Studium der jeweiligen Unterrichts- und Didaktikfächer. Es besteht aus den drei Teilbereichen Allgemeine Pädagogik, Schulpädagogik und Psychologie. Abgeschlossen wird es mit dem erziehungswissenschaftlichen Staatsexamen (EWS).
Die Inhalte und zu erbringenden Leistungen für das EWS-Examen, die im Laufe des Studiums erzielt werden müssen, sind in der Lehramtsprüfungsordnung I (LPO I, Stand 2008) geregelt und unterscheiden sich je nach Studienfach und Schulart geringfügig. Die Vorgaben der LPO werden von den einzelnen Universitäten in Studien- und Prüfungsordnungen umgesetzt und variieren an den unterschiedlichen Standorten. Allgemein gilt, dass während des Studiums mindestens 25 Leistungspunkte in der Pädagogik und Psychologie erbracht werden müssen, darunter je mindestens sieben Leistungspunkte in Allgemeiner und Schulpädagogik, sowie mindestens zehn Leistungspunkte in Psychologie. Die Lehrämter Grund-, Sonder-, Mittel- und Berufsschule müssen zudem noch acht Leistungspunkte in den Gesellschaftswissenschaftlichen Fächern ableisten. Leistungspunkte müssen an den verschiedenen Universitäten an das jeweilige ECTS-Punkte-System angepasst werden; daher können die rein numerischen Beträge variieren bzw. müssen mehr ECTS-Punkte erzielt werden.
Zudem kann auch die schriftliche Hausarbeit (Zulassungsarbeit) in einem der EWS-Fächer geschrieben werden.

## EWS-Examen
Im Anschluss an die universitären Leistungspunkte und unter Berücksichtigung der Mindeststudienzeit wird das erziehungswissenschaftliche Staatsexamen (EWS) als Teil des Staatsexamens für alle Lehrämter an öffentlichen Schulen in Bayern abgelegt. Je nachdem, ob das Examen nach neuem (LPO I 2008) oder altem Recht (LPO I 2002) abgelegt wird, ergeben sich unterschiedliche Bestimmungen über die zu erbringenden Leistungen. Da das Examen nach alter LPO spätestens im Jahr 2016 ausläuft, basiert dieser Artikel auf den Bestimmungen der neuen LPO.
Für die Prüfung kann zuvor ein Teilbereich – Allgemeine, Schulpädagogik oder Psychologie – ausgewählt und bei der Prüfungsanmeldung bereits angegeben werden. Die Klausur selbst dauert vier Stunden.
In der Prüfung werden sechs Aufgaben, je zwei pro Themengebiet, gestellt. Pro Themengebiet muss je eine Aufgabe bearbeitet werden.
Der Anmeldungszeitraum beginnt etwa neun Monate vor Prüfungsbeginn und dauert zwei Monate. Möchte ein Studierender beispielsweise im Frühjahr 2015 Examen schreiben, so hat er vom 2. Juni bis 1. August 2014 die Möglichkeit, sich dafür beim Prüfungsamt anzumelden. Die eigentliche Klausur würde im Zeitraum vom 6. Februar bis 10. April 2015 stattfinden. Zudem bestünde die Möglichkeit, sich bis spätestens 19. Januar 2015 wieder abzumelden.
Die schriftliche Staatsexamensklausur kann einmal zur Notenverbesserung nachgeschrieben werden, sowie im Falle des Nicht-Bestehens wiederholt werden.

## Allgemeine Pädagogik
Allgemeine Pädagogik ist einer der drei Teilbereiche, in denen Leistungen innerhalb des erziehungswissenschaftlichen Studiums erbracht werden müssen – unabhängig davon, ob gymnasiales Lehramt, Grund-, Mittel-, Sonder- oder Berufsschullehramt studiert wird.
Für die bayernweit zentral gestellte Examensklausur sind inhaltlich v. a. die folgenden drei Teilbereiche relevant:
- Theoretische Grundlagen von Erziehung
- Theoretische Grundlagen von Bildung
- Empirische Bildungsforschung und Lebenslanges Lernen

Der Bereich der Allgemeinen Pädagogik ist in den letzten Jahrzehnten immer umfassender geworden und allumfassende Überblicke sind aufgrund der Fülle an Themen fast unmöglich.
Bei der virtuellen Hochschule Bayern (vhb) wird ein Online-Kurs zur Vorbereitung auf das Staatsexamen in Allgemeiner Pädagogik angeboten, an dem bayerische Studierende aller Universitäten und Hochschulen kostenlos teilnehmen können. Der Kurs existiert bereits seit 2012 und wurde von der LMU in München in Kooperation mit der Universität Augsburg entwickelt.

## Schulpädagogik
Der Teilbereich Schulpädagogik befasst sich vor allem mit Fragestellungen, die sich näher mit der alltäglichen Schulpraxis beschäftigen. Darunter werden die von der Kultusministerkonferenz festgelegten Standards für Lehrerbildung verstanden. Diese sind: Unterrichten, Erziehen, Beraten, Diagnose/Leistung messen und Schule Innovieren.
Examensinhalte im Bereich der Schulpädagogik umfassen folgende Bereiche:
- Theoretische Grundlagen von Unterricht
- Planung und Gestaltung von Lernumgebungen, auch im Hinblick auf die Anforderungen von inklusivem Unterricht
- Bilden und Erziehen in Schule und Unterricht

## Psychologie
Auch Psychologie ist eine Disziplin, mit der sich Lehramtsstudenten im Rahmen des Erziehungswissenschaftlichen Studiums beschäftigen. Die folgenden drei Teilbereiche sind Teil der schriftlichen Staatsexamensprüfung:
- Pädagogische Psychologie des Lehrens und Lernens
- Entwicklungspsychologie des Kindes- und Jugendalters
- Pädagogisch-psychologische Diagnostik und Evaluation